# 博英社
博英社國際股份有限公司（Pro-Insight International Co., Ltd.），是台灣一家出版文化事業，1991年成立，總部位於臺北市，中文簡稱博英社，現主要經營出版品、影像商品的代理及發行。

## 沿革
- 1991年10月17日，博英社國際股份有限公司成立。
- 1995年9月5日，設立群英社為母公司，之後發展成群英社事業群。

## 外部連結
- （繁體中文）博英社國際股份有限公司（页面存档备份，存于）